# Feeling Myself
«Feeling Myself» —en español:«Sintiéndome a mí misma»— es una canción interpretada por la rapera y Actriz trinitense Nicki Minaj con la colaboración de la Cantante Norteamericana Beyoncé incluida en su tercer álbum de estudio, The Pinkprint (2014). De los sellos discográficos Young Money Entertainment, Cash Money Records y Republic Records. Fue producido por el productor estadounidense Hit-Boy y la cantante estadounidense Beyoncé.

## Composición
«Feeling Myself» fue grabado entre 2013 y 2014, escrito por Nicki Minaj, Beyoncé, Hit-Boy y Solana Rowe, producido por Hit-Boy y Beyoncé, el ritmo está construido sobre un sintetizador de la Costa Oeste, bajo la conducción de tambores junto con las campanas y silbatos incorporados en la producción.

## Posicionamiento en listas

### Semanales
| Lista (2014–15)                             | Mejor posición |
| ------------------------------------------- | -------------- |
| Australia (ARIA)                            | 52             |
| Bélgica (Flandes) (Ultratip Bubbling Under) | 75             |
| Canadá (Canadian Hot 100)                   | 67             |
| Estados Unidos (Billboard Hot 100)          | 39             |
| Estados Unidos (Hot R&B/Hip-Hop Songs)      | 12             |
| Francia (SNEP)                              | 154            |
| Escocia (Scottish Singles Sales Chart)      | 40             |
| Reino Unido (UK Singles Chart)              | 64             |
| Reino Unido (UK R&B Chart)                  | 12             |